# Iris (anatomie)

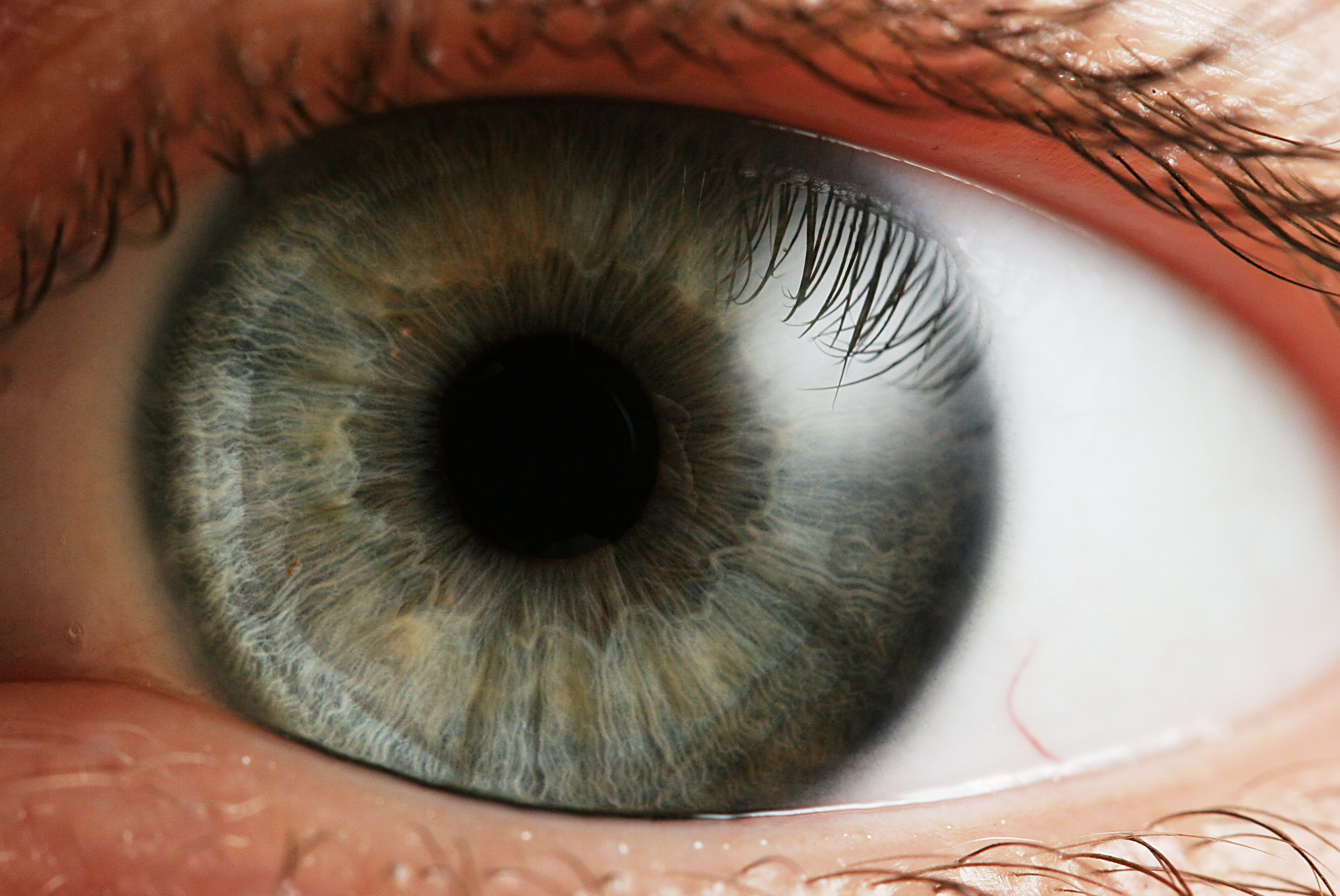
Afbeelding van oog

De iris of het regenboogvlies is het diafragma van het menselijk oog en regelt daarmee de hoeveelheid licht die door de pupil in het oog terecht komt. Het is een ringvormig gepigmenteerd orgaan achter het hoornvlies dat de hoeveelheid doorgelaten licht naar het netvlies bepaalt door samentrekken van de musculus sphincter pupillae wat leidt tot verkleining van de doorlaatopening dus minder licht. Door aanspannen van de musculus dilatator pupillae ontstaat vergroting van de doorlaatopening en komt meer licht het oog binnen.
Bij veel licht vernauwt de pupil, terwijl ze in het donker verwijdt: geneesmiddelen en verdovende middelen kunnen de pupilafmeting beïnvloeden. Bovendien veranderen de pupillen ook bij emoties (groter) of bij kijken op korte afstand (kleiner).
Een ontsteking van de iris wordt iridocyclitis of irisontsteking genoemd en is een vorm van uveïtis.

## Oogkleur
De iris bepaalt de kleur van het oog zoals wij die ervaren. Blauwe of bruine ogen zijn feitelijk blauwe of bruine irissen. Een oog met weinig pigmentatie is blauw en een oog met veel pigmentatie is bruin. De kleur van de iris is een polygene eigenschap en wordt bepaald door het aantal en type van pigmenten. Mens en dier hebben vele fenotypevariaties. Deze oogkleurvariatie ontstaat door verschillen in de verhouding tussen de twee types melanine namelijk eumelanine en feomelanine.
Drie elementen in de iris dragen bij tot de uiteindelijke kleur. De hoeveelheid melanine in het pigmentepitheel, de hoeveelheid melanine in het stroma en de dichtheid van het stroma. Alle ogen bevatten in het epitheel het zwarte pigment eumelanine. De dichtheid van het stroma bepaalt vooral de hoeveelheid licht die geabsorbeerd wordt door het onderliggende pigmentepitheel. Ook kan iemand twee verschillende kleuren irissen hebben. Dit wordt heterochromie genoemd.

## Wetenswaardigheden
- De iris met de pupil wordt ook oogappel genoemd